# Scambicornus
Scambicornus är ett släkte av kräftdjur som beskrevs av Heegaard 1944. Scambicornus ingår i familjen Sabelliphilidae.
Kladogram enligt Dyntaxa:
| Scambicornus | \| \| Scambicornus finmarchicus \| \| \| \| \| \| Scambicornus prehensilis \| \| \| \| \| \| Scambicornus tenuicaudis \| \| \| \| |
|              | \| \| Scambicornus finmarchicus \| \| \| \| \| \| Scambicornus prehensilis \| \| \| \| \| \| Scambicornus tenuicaudis \| \| \| \| |
|              | Modiolicola |
|              | |
|              | Sabelliphilus |
|              | |
|              | Scambicornus finmarchicus |
|              | |
|              | Scambicornus prehensilis |
|              | |
|              | Scambicornus tenuicaudis |
|              | |

|  | Scambicornus finmarchicus |
|  |                           |
|  | Scambicornus prehensilis  |
|  |                           |
|  | Scambicornus tenuicaudis  |
|  |                           |